# Regnault (Mondkrater)
Regnault ist ein relativ kleiner Einschlagkrater am äußersten westlichen Rand der Mondvorderseite, ist daher infolge der Libration manchmal nicht sichtbar und wenn von der Erde aus sichtbar, dann stark verzerrt. 
Er liegt westlich des Oceanus Procellarum, westlich des Kraters Volta, dessen Rand er teilweise überdeckt. Im Süden berührt er den Rand des Kraters Stokes.
Das Innere ist eben, der Kraterrand mäßig erodiert. Die Entstehungszeit des Kraters fällt in die nektarische Periode.
Regnault hat zwei Nebenkrater:
| Buchstabe | Position           | Durchmesser | Link |
| --------- | ------------------ | ----------- | ---- |
| C         | 55,08° N, 89,06° W | 14 km       |      |
| W         | 53,38° N, 89,75° W | 14 km       |      |

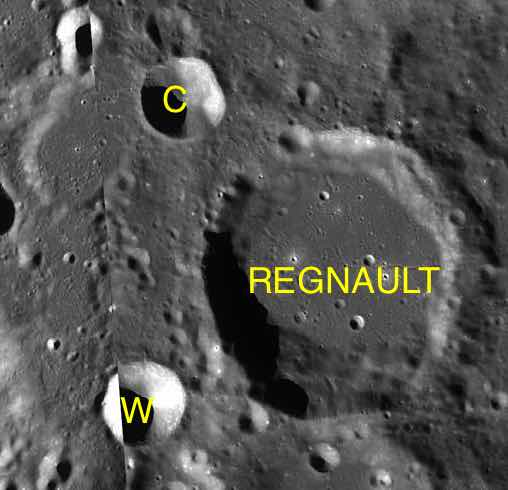
Regnault mit seinen Nebenkratern

Der Krater wurde 1935 von der IAU nach dem französischen Physiker Henri Victor Regnault offiziell benannt.